# بحر التعاون
جزء من المحيط المتجمد الجنوبي

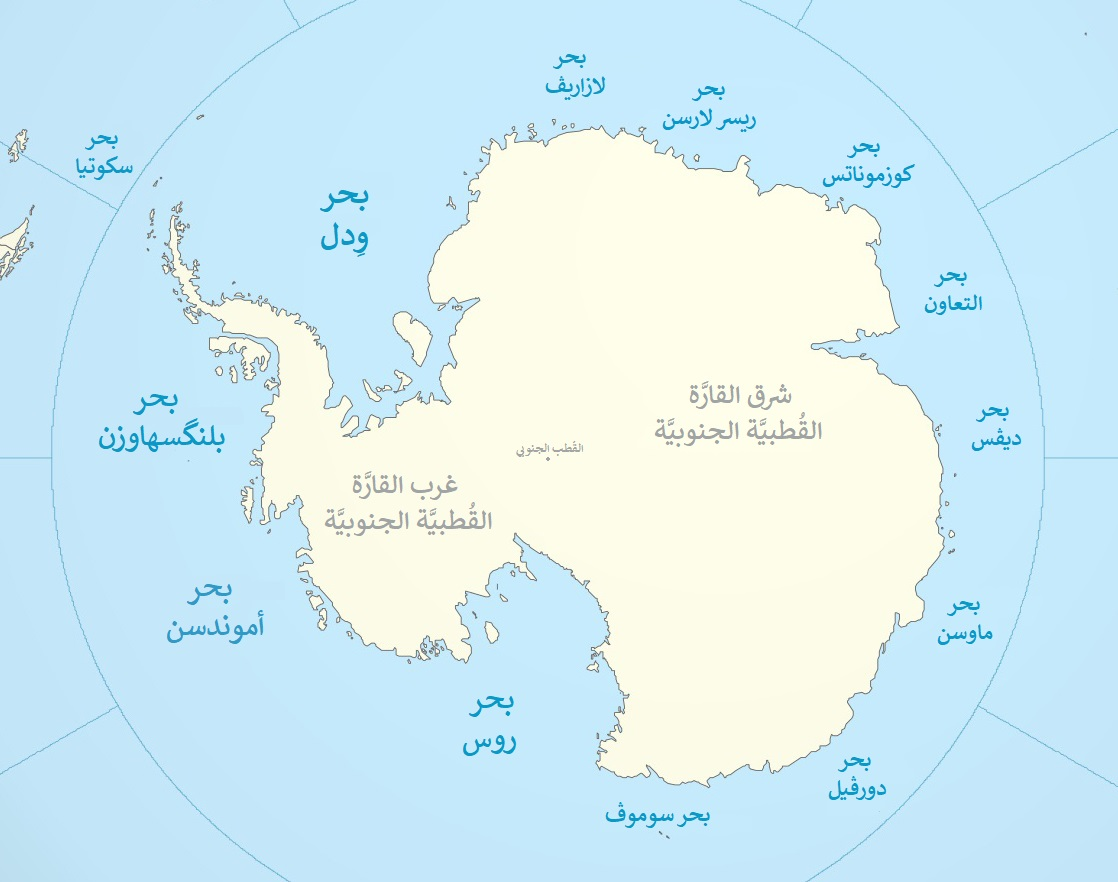
بحر التعاون في المحيط الجنوبي شرق القارة القطبية الجنوبية

بحر التعاون، كما يدعى بحر الكومنولث أو بحر سودروزسفتفا ، هو بحر هامشي جزء من المحيط الجنوبي، بين أرض إندربي (الحد الشرقي منها 59 ° 34'E) والجرف الجليدي الغربي (85 ° E)، قبالة سواحل ماك روبرتسون و أراضي الأميرة إليزابيث . و يمتد على مساحة 258،000 كيلومتر مربع.
وتقع محطة ديفيس على ساحل بحر تعاون,وهي محطة أسترالية دائمية مشغولة دوما,إلى الشرق من بحر التعاون يقع بحر ديفس،و إلى الغرب يقع بحر كوزموناتس.